# Alois Reinhardt
Alois Reinhardt (ur. 18 listopada 1961 w Höchstadt an der Aisch) – niemiecki piłkarz, występował na pozycji obrońcy, trener piłkarski.

## Kariera klubowa
Reinhardt jest wychowankiem klubu TSV Höchstadt, gdzie przez 11 lat grał jako junior. W 1979 roku trafił do 1. FC Nürnberg z 2. Bundesligi Süd. W 1980 roku awansował z nim do Bundesligi. W tych rozgrywkach zadebiutował 27 września 1980 roku w zremisowanym 2:2 meczu z 1. FC Köln. 13 grudnia 1980 roku w zremisowanym 1:1 pojedynku z Bayerem 04 Leverkusen strzelił pierwszego gola w Bundeslidze. W 1982 roku Reinhardt dotarł z klubem do finału Pucharu RFN, gdzie jednak ekipa 1. FC Nürnberg uległą tam Bayernowi Monachium. W 1984 roku spadł z zespołem do 2. Bundesligi. Wówczas opuścił drużynę.
Latem 1984 roku został graczem pierwszoligowego Bayeru Leverkusen. Pierwszy ligowy mecz zaliczył tam 25 sierpnia 1984 roku przeciwko Fortunie Düsseldorf (4:3). W 1988 roku zdobył z klubem Puchar UEFA, po pokonaniu w jego finale Espanyolu. W 1990 roku zajął z zespołem 5. miejsce w Bundeslidze, które było jego najwyższym karierze. W Bayerze spędził 7 lat. Rozegrał tam w sumie 156 spotkań i zdobył 1 bramkę.
We wrześniu 1991 roku Reinhardt przeniósł się do Bayernu Monachium. W jego barwach zadebiutował 15 listopada 1991 roku w zremisowanym 1:1 ligowym pojedynku z zespołem MSV Duisburg. W 1993 roku wywalczył z klubem wicemistrzostwo Niemiec. W tym samym roku zakończył karierę.

## Kariera reprezentacyjna
Reinhardt jest byłym reprezentantem RFN U-18 oraz U-21. W seniorskiej kadrze RFN zadebiutował 31 maja 1989 roku w zremisowanym 0:0 meczu eliminacji Mistrzostw Świata 1990 z Walią. W latach 1989–1990 w drużynie narodowej rozegrał w sumie 4 spotkania.